# NOVA2001
『NOVA2001』（のば2001）は1983年12月下旬にUPLから発売されたアーケードゲームで、ジャンルは固定画面のシューティングゲーム。

## 概要

### 操作方法
純正のコントロールパネルでは、自機の移動と向きの制御に用いる細長いスティックの上に凹型のボタンが埋め込まれた特殊レバーと、ショット用のボタン1つで操作する。自機の向きは、特殊レバーのボタンを押さないとスティックを入れた方向になり、押したままでいるとスティック操作に関係なく固定される。
純正のコントロールパネルを用いない場合は、8方向レバーと2ボタンで操作する。なお、レバー軸が回転するループレバーに対応したモデルも、改造ものとして存在した。
スコア稼ぎのために長時間プレイすると、向き固定を頻繁に使う事と操作しづらい特殊レバーによる手腕の疲労が発生しやすい状況になるので、向き固定も通常のボタンにする一般的な2ボタン方式で稼働する店が主流となっていた。

### ゲーム説明・ルール
- ステージ内のザコ敵を全て倒すと1ステージクリア。ただし、後述の偵察機「レダ」は対象外である。また、ザコ敵を全て倒してもボスの「M.I.」が出現した場合はこれを倒さないとクリアにならない。
- 自機は発射直後は自機幅分ある広いショット、一定距離離れると細長いシングルショットに変化する連射性のあるショットを発射。
  - ショット自体は敵から発射される弾を打ち消すことができる。ただし、高次面時ではボスキャラから出る弾は打ち消せないといった特殊ルールがある。
  - 自機の向きを固定すると、自機が動く方向とは違う方向にショットを撃ち出せるため、攻撃しながら誘導や回避が可能になり、これを使いこなすことが上達への近道となる。
- ステージ構成は通常のザコ敵が大挙する通常ステージとボーナスステージの構成となっており、それぞれ出現する敵が異なる。ボーナスステージは専用ザコ敵1種類出現となり、ボスは出現しない。
- 敵は様々なアルゴリズムを持ったものが存在する。通常ステージで4種類。ボーナスステージでは複数種類存在するものの、指定軌道に沿って動く共通アルゴリズムである。各ザコ敵それぞれに特徴をもち、自機を追い回す物、弾を撃って攻撃して来る物、マップ上下を高速移動する物がある。いずれも、金属調の見た目で統一されている。
- これらのザコ敵とは別に警告音の発生とともに出現するパトロールロボット「レダ」が存在する。このレダを打ちのがしてしまうとボスキャラ扱いとなる強力大型敵キャラ「M.I.」が登場しBGMがボス専用の効果音に変わる。高次面になるほど出現数が多くなり、かつ、移動スピードも速くなるため、いつのまにかボス出現というパターンになるケースが多くなる。なお、画面上のレダは1機打ち損じた時点で消滅しM.I.が登場する仕組みになっており、打ち損じた分M.I.が登場するということはない。
- M.I.自体は弾は大量にばら撒かず体当たりによる追い込みが最大の武器で、自機の動きに対して、もっとも短距離で体当たりできるように計算された動きをし、画面端に確実に追い込んでいくアルゴリズムを備えている。このため、追い込まれるまでに連射をしつづけなければ確実にミスとなってしまう。M.I.自体もそれ相当の耐久力をもっているためザコ敵とは違い、連射力とアドリブを駆使することが求められる。なお、耐久力自体は一部が点滅している点により、ある程度確認できるようになっている。
- ザコ敵を破壊すると数字が書かれたメタルプレートが1機につき1枚排出され、それをとることでスコアがアップする。このメタルプレートは最初は数字部分がフラッシュしているが一定時間経過で消灯し、いずれは消滅する。なお、このメタルプレートは、敵の弾は通すが、自機のショットは通さない性質をもっており、敵を一気に破壊しすぎてメタルプレートだらけになった場合、これらにショットが遮られ、残りの敵を破壊することやレダを打ち損じてしまいM.I.出現という流れになり、窮地に陥ってしまう。なお、最後の1機を破壊した場合は取得はできずそのままステージクリア処理になってしまうため、すべてを取ることは不可能である。
- 通常ステージのザコ敵から排出されるメタルプレートは1～4となっており、得点は数字×100点である。ボーナスステージは6,7,8等で、800点、1000点等、高得点である。
- 自機をパワーアップするアイテムの類は一切ない。
- M.I.を倒すことで時々アイテムを排出する。画面上の敵の動作を一時停止するもの、画面上のメタルプレートを全部取得してくれるもの、1up、取得すると再度M.I.が出現するアイテムの4種類が存在する。

### ゲームの特徴・世界観
- 敵の姿は、『ゼビウス』よりは階調が弱いものの、メタリックで無機質なイメージで統一されている。形状は、人型ロボット、ヤドカリ、ボール、蟹、イカなど、奇妙で独特なものや現存する生物をモチーフにしたものである。この敵キャラデザインは、『XXミッション』、『アトミックロボキッド』、『宇宙戦艦ゴモラ』、『鋼鉄要塞シュトラール』や、本作の続編である『アークエリア』といった後のUPL作品にも取り入れられた。
- 背景は、宇宙ステーションをイメージしたもの、エネルギーフィールドが貼られた要塞、トロンをモチーフにしたものと思われる黒無地背景にブルーラインが規則正しく配置されたダークサイバーなステージなど、具体的に言葉にするには難しいものとなっている。
- ショットの連射装置搭載の有無で難易度が極端に変わるゲームである。特に、後々主流になっていった向き固定も通常のボタンにする一般的な2ボタン方式で稼働する場合、ショットに連射装置がついていると一気に難易度が落ちる。レダをわざと打ち逃して、ボスのM.I.を呼び出しては連射装置に物を言わせゴリ押し破壊を繰り返し1upアイテムを出しまくるなど、一気にワンコインでプレイできる時間を長くすることができる。そのため、オペレーター側では連射装置をつけないで稼働させるところが多くなった。
- 得点によるエクステンド設定が工場出荷設定では数万点毎となる、いわゆるエブリエクステンドである。どんなに高得点を取っても、エクステンドに要する得点は全く変わらない。そのため、連射装置ありで稼働させた場合、腕のあるプレイヤーがノーミスで長時間プレイすることで残機数が恐ろしいまで増えまくる状態があちこちでみられた。なお、ステージ開始時に、次回のエブリエクステンド発生となるスコアが表示される。このエクステンド設定の極端な甘さは、後のUPL製ゲームにも影響をおよぼしており、残機ストック上限、一定スコア到達後のエブリエクステンド打ち切りが採用されるきっかけとなった。

### その他
- 『ロボトロン2084』の流れを汲む内容で、格段に攻撃性が強くなっている。
- 本作の続編として、『アークエリア』がリリースされた。方向制御のボタンは本作とは逆に、押さないと自機の向きが固定され、押している状態でレバー入力方向に変わるようになっている。
- 2000年代以降は、都市部でレトロゲームを扱うゲームセンターで稼働している事がある。多くは自動連射装置が装備されており連射による体力配分を含んだゲームバランスは楽しむことができず、操作も特殊レバーがほとんど現存しない事から、通常のレバーと2ボタンが並んだものになっている。なお、2014年8月頃には、秋葉原のナツゲーミュージアムにて、特殊レバーを採用した純正コンパネを用いた稼働がなされていた。

## 移植版
| No. | タイトル | 発売日        | 対応機種        | 開発元 | 発売元     | メディア                                |
| --- | -------- | ------------- | --------------- | ------ | ---------- | --------------------------------------- |
| 1   | NOVA2001 | 2014年9月25日 | PlayStation 4   | UPL    | ハムスター | ダウンロード （アーケードアーカイブス） |
| 2   | NOVA2021 | 2021年7月29日 | Nintendo Switch | UPL    | ハムスター | ダウンロード （アーケードアーカイブス） |

## 関連作品
- 『ロボトロン2084』